# Parlamentsvalet i Slovakien 2012
Parlamentsvalet i Slovakien 2012 ägde rum den 10 mars 2012. Valet stod mellan 25 partier, varav endast 6 partier klarade 5%-spärren och tilläts sitta i parlamentet.
Den sittande premiärminister Iveta Radičová hade utlyst nyval efter att hennes regering fallit vid en förtroendeomröstning i parlamentet. Det tidigare planerade parlamentsvalet som skulle hållas 2014 flyttades fram till 2012.
Valet såg den tidigare premiärministern Robert Fico bli återvald ett två år långt uppehåll. Trots att hans parti ökat med 12 mandat föregående val lyckades han inte uppnå majoritet, något som han lyckades uppnå i detta val. Han tillträdde 4 april 2012.